# Eros con l'arco

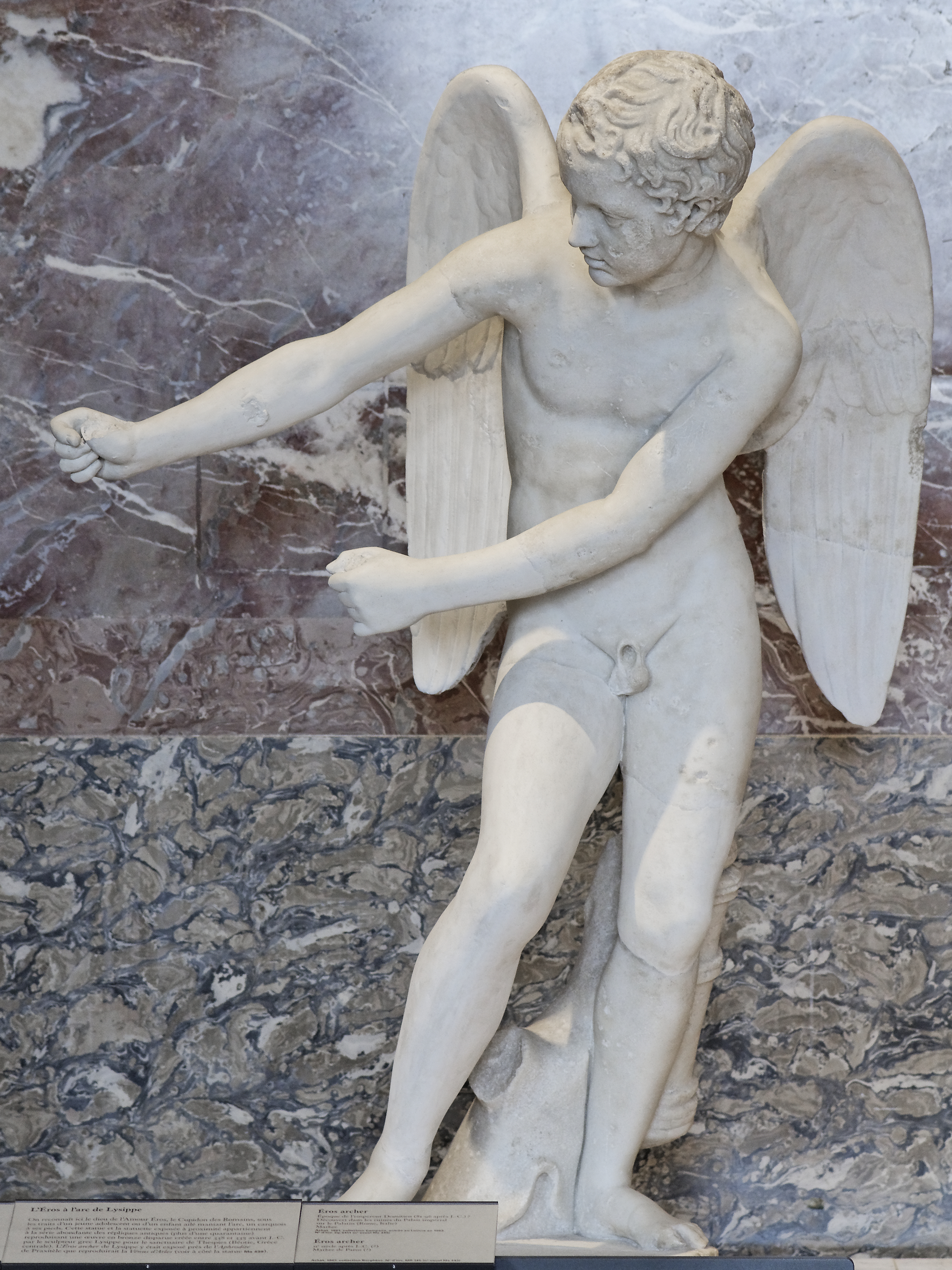
Copia dell'opera conservata al Museo del Louvre

L'Eros con l'arco è un archetipo originariamente bronzeo creato da Lisippo per il santuario di Tespie probabilmente tra il 338 e il 335 a.C. L'opera alla quale accenna Pausania (IX, 27.3) è conosciuta da una ingente serie di copie marmoree per lo più di epoca imperiale romana.

## Descrizione
Gli studi relativi all'opera di Lisippo ebbero origine all'inizio dell'XIX secolo grazie a Ennio Quirino Visconti che identificò la copia presente nei Musei capitolini di Roma (inv. 410) e proveniente da Villa d'Este a Tivoli.
La copia più antica e fedele all'originale è probabilmente il torso conservato alla Centrale Montemartini (Musei Capitolini 2138), datato al I secolo a.C. Come si intuisce da questo marmo, l'originale bronzeo doveva presentare la gamba destra più avanzata rispetto alla sinistra, leggermente inclinata e con il tallone leggermente sollevato. Una seconda caratteristica dell'originale doveva essere la posizione del braccio sinistro il quale, differentemente dalle copie di età imperiale, doveva presentarsi aderente al torso nell'area dei pettorali, ma distaccato e proteso ad occupare lo spazio anteriore all'altezza dell'addome, il quale restava conseguentemente libero e ben modellato. Questo schema corrisponde alla tipica ricerca lisippea continuamente approfondita a partire dall'Agias, come si può dedurre dalle riproduzioni ceramografiche dell'archetipo (Parigi, Museo del Louvre: Atene, Museo del Ceramico), fino alla piena realizzazione dell'Apoxyómenos. Il movimento sinuoso del busto con l'accentuato contrapposto si perde nelle copie più tarde, ma è ancora pienamente compreso nella copia al Museo nazionale romano (inv. 129185).
La comprensione del gesto dell'Eros, descritto nel passo di Publio Ovidio Nasone (Metamorfosi, V: «e opponendovi il ginocchio curvò il flessibile corno») risulta più agevole a seguito del ritrovamento, nel Ninfeo degli Eroti di Ostia nel 1940, di due copie (Ostia, Museo ostiense 139 e 1364) che hanno portato grazie alla conservazione, seppure in frammenti, del braccio e della mano sinistra nuovi elementi che facilitano l'esegesi. La mano sinistra con il medio sporgente tendeva la corda per saggiare la flessibilità dell'arma con un  movimento opposto alla spinta effettuata dalla destra (si conserva il braccio destro fino al gomito nel pendant), alla quale corrispondeva la forza opposta all'estremità inferiore dell'arco da parte della coscia destra.
La posizione dell'arco differisce tra le varie ricostruzioni e copie. Nella copia dei Musei Capitolini il foro che ancora contiene il perno metallico al quale si agganciava l'arco bronzeo è stato riempito con stucco e si trovava sul lato esterno della coscia. Altre copie presentano la tangenza tra gamba e arco al di sotto del ginocchio, in una posizione che non può essere funzionale alla pressione necessaria all'azione, e alcune (Museo archeologico nazionale di Venezia; Museo nazionale romano) conservano l'estremità dell'arco a forma di testa d'aquila, un particolare che non è escluso potesse trovarsi nell'originale bronzeo. Assente doveva essere invece nell'archetipo il tronco d'albero e la posizione della faretra nelle copie marmoree risulta totalmente arbitraria.

La prima menzione del dio Eros armato di arco e frecce la si riscontra nell'opera di Euripide Ifigenia in Aulide: 
(Euripide Ifigenia in Aulide 542-50. Traduzione di Filippo Maria Pontani in Euripide Le tragedie. Milano, Mondadori, 2007)